# 중입자 생성
물리우주론에서 중입자 생성(重粒子生成, 영어: Baryogenesis)은 대폭발 이후 초기 우주에서 일어난 가설적인 과정으로 관측 가능한 우주 내 입자와 반입자수가 불균형해진 중입자 비대칭을 설명하는 이론이다.
현대물리학에 있어서 가장 큰 난제 중 하나는 우주에서 왜 물질의 개수가 반물질의 개수보다 압도적으로 많냐는 것이다. 전체적으로 우주는 0이 아닌 중입자수 밀도를 가지는 것으로 보이며 이는 물질이 존재한다는 말이다. 우주론에서 현재 우리가 볼 수 있는 입자는 오늘날 인류가 측정하고 계산한 물리학에서와 똑같은 원리로 만들어졌다고 보는데, 물질과 반물질은 항상 같은 양으로 만들어지기 때문에 원래 중입자수는 극히 드문 예를 제외하고서는 항상 0으로 보존되어야 한다. 결국 우주에 물질이 더 많은 것은 특정 조건 하에서 반물질과 다르게 물질이 더 많게 하는 대칭 파괴 현상이 일어나 물질만 남게 되었다는 여러 가설이 등장하였다. 이러한 대칭 불균형은 매우 작아 대폭발 이후 1초 내에 10,000,000,000(1010)개 중 1개 꼴이었으나 대부분의 물질과 반물질이 서로 충돌해 쌍소멸을 일으킨 후 물질이 압도적으로 남게 만들었다고 설명한다. 하지만 2010년 페르미 국립 가속기 연구소에서는 대칭 불균형이 기존에 가정했던 것보다 더 크다는 것을 밝혀냈다. 일련의 입자 충돌을 포함한 실험에서 생성된 물질의 양은 반물질의 양보다 약 1% 정도 더 많았는데 이러한 이유는 아직 밝혀지지 않았다.
거의 대부분의 대통일 이론에서는 X보손이나 힉스 보손이 매개하는 상호작용으로 인해 중입자수 보존을 붕괴시킨다고 설명한다. 이러한 보존 붕괴가 일어나는 속도는 X보손 및 힉스 보손의 질량과 연관이 있는데 보손 반응으로 현대 볼 수 있는 대부분의 입자를 만들었다고 가정하면 그 최대 질량은 매우 높으며 실제 질량에서는 오늘날 물질의 존재를 설명하기에는 너무나 느린 속도이다. 이 추정에서는 많은 양의 물질이 양성자 붕괴와 같은 자발적인 반응으로 붕괴할 것이라고도 예측한다.
중입자 생성 이론은 기본 입자 사이의 상호작용에 대한 다른 설명을 기반으로 설명한다. 이에는 2가지 가설이 있는데 하나는 표준 모형에 따른 전기·약 시대 동안 일어난 전기·약 작용으로 설명하며 다른 하나는 대통일 시대 동안 일어난 대통일 이론의 중입자 생성 작용으로 설명한다. 이러한 작용을 설명하기 위해 양자장론 및 통계물리학이 사용된다.
중입자 생성은 뒤이은 원자핵을 생성하는 대폭발 핵합성과도 이어진다.

## 같이 보기
- 경입자
- 경입자 생성
- CP 위반
- 인류 원리

## 참고 문헌
- E. W. Kolb; M. S. Turner (1994). 《The Early Universe》. Perseus Publishing. ISBN 978-0-201-62674-2.
- A. D. Dolgov (1997). “Baryogenesis, 30 Years After”. 《Surveys in High Energy Physics》 13 (1–3): 83–117. arXiv:hep-ph/9707419. Bibcode:1998SHEP...13...83D. doi:10.1080/01422419808240874.
- A. Riotto (1998). “Theories of Baryogenesis”. 《High Energy Physics and Cosmology》: 326. arXiv:hep-ph/9807454. Bibcode:1999hepc.conf..326R.
- M. Trodden (1999). “Electroweak Baryogenesis”. 《Reviews of Modern Physics》 71 (5): 1463–1500. arXiv:hep-ph/9803479. Bibcode:1999RvMP...71.1463T. doi:10.1103/RevModPhys.71.1463.